# Повідомлення для світу
Повідомлення для світу (англ. Telling the World) — американська комедійна драма режисера Сема Вуда 1928 року.

## Сюжет
Журналіст Дон Девіс розслідує вбивство, де замішана Крістал Мелоун. Девіс слідує за Крістал в Китай. Коли Крістал прибуває до Китаю, Девіс повинен врятувати її від страти.

## У ролях
- Вільям Хайнс — Дон Девіс
- Аніта Пейдж — Крістал Мелоун
- Ейлін Персі — Мейзі
- Френк Куррьє — містер Девіс
- Поллі Моран — власниця квартири
- Берт Роач — Лейн
- Вільям В. Монг — міський редактор
- Меттью Бетц — кілер